# Fledermausquartier Bahnhof Neuzelle
Fledermausquartier Bahnhof Neuzelle este o arie protejată (arie specială de conservare — SAC, sit de importanță comunitară — SCI) din Germania întinsă pe o suprafață de 0,17 ha, integral pe uscat.

## Localizare
Centrul sitului Fledermausquartier Bahnhof Neuzelle este situat la coordonatele 52°06′00″N 14°39′01″E / 52.1°N 14.6503°E.

## Înființare
Situl Fledermausquartier Bahnhof Neuzelle a fost declarat sit de importanță comunitară în martie 2004.

## Biodiversitate
Situată în ecoregiunea continentală, aria protejată nu include niciun habitat protejat.
La baza desemnării sitului se află o specie protejată de  mamifere: liliac comun (Myotis myotis).